# Bad Iburg
Bad Iburg – miasto uzdrowiskowe w Niemczech, w kraju związkowym Dolna Saksonia, w powiecie Osnabrück. Liczy ok. 11,5 tys. mieszkańców.

## Osoby

### Urodzone w Bad Iburg
- Zofia Charlotta Hanowerska - królowa Prus

### Związane z miastem
- Hans-Gert Pöttering - były przewodniczący Parlamentu Europejskiego, mieszka tutaj

## Współpraca
Miejscowości partnerskie:
- Charlottenburg-Wilmersdorf, Berlin
- Pojegi, Litwa